# Lektionar 13
Lektionar 13 (nach der Nummerierung von Gregory-Aland als sigla ℓ 13 bezeichnet) ist ein griechisches Manuskript des Neuen Testaments auf Pergamentblättern (Vellum). Mittels Paläographie wurde es auf das 12. Jahrhundert datiert. Es ist auch als Colbertinus 1241 oder Regius 1982 bekannt.

## Beschreibung
Der Kodex enthält Lektionen aus den Evangelien von Johannes, Matthäus und Lukas. Dieses Lektionar (Evangelistarium) ist in griechischen Unzialen auf 283 Pergamentblättern (37 cm × 25,7 cm) in zwei Spalten je Seite beschrieben. Jede Seite enthält 18 Zeilen mit 11 bis 14 Buchstaben je Zeile.
Der Kodex ist sehr sorgfältig und schön geschrieben. Die ersten sieben Seiten sind in Gold, die nächsten fünfzehn in 'vermillon' und die restlichen mit schwarzer Tinte geschrieben. Es sind auch Bilder enthalten.
In Matthäus 23:35 ist die Phrase υιου βαραχιου (Sohn des Barachi'ah) ausgelassen; diese bedeutende Auslassung wird nur durch den Codex Sinaiticus, 59 (vom ersten Schreiber), zwei weiteren Evangelistarien (ℓ 6 und ℓ 185) und Eusebius gestützt.
Das Manuskript wurde von Scholz, Wettstein, und Paulin Martin untersucht.
Ursprünglich wurde es auf Athos aufbewahrt. Zurzeit wird der Kodex in der Bibliothèque nationale de France (Fonds Coislin, Gr. 31) in Paris aufbewahrt.